# バンクーバー交響楽団
バンクーバー交響楽団（Vancouver Symphony Orchestra）は、カナダのブリティッシュ・コロンビア州バンクーバーのオーケストラ。アメリカ合衆国ワシントン州の同名のオーケストラは別団体。

## 概要
1919年に設立、1921年から1930年までの活動休止期を経て活動を再開。1972年に秋山和慶が音楽監督に就任後、定期会員数が激増、1977年に全面改築された音響の良いオルフェウム劇場に本拠を移し、カナダの3大オケに数えられるようになった。1988年には財政問題による5ケ月間の活動停止期間があったが、1991年に音楽監督に就任したセルジュ・コミッシオーナによる改革と州政府の支援などにより再浮上を果たした。作曲家でもあるブラムウェル・トーヴェイが音楽監督を務めた時代には、新旧作品のバランスが巧みなプログラムが、市民に好評をもって受け入れられた。2018年からオットー・タウスクが音楽監督を務める。

## 歴代音楽監督
- アラード・デ・リーデル（1931年 - 1940年）[4]
- ジャック・シンガー（1946年 - 1950年）[4]
- アーウィン・ホフマン（1952年 - 1963年）[3]
- メレディス・デイヴィス（1964年 - 1970年）[3]
- サイモン・ストリートフィールド（1971年 - 1972年）[4]
- 秋山和慶 （1972年 - 1985年）[6]（1985年から桂冠指揮者[5]）
- ルドルフ・バルシャイ （1985年 - 1988年）[4]
- セルジュ・コミッシオーナ （1991年 - 2000年）[7]
- ブラムウェル・トーヴェイ （2000年 - 2018年）[8]（2018年から2022年まで名誉音楽監督[9]）
- オットー・タウスク（英語版） (2018年 - )[10]